# Curt Polycarp Joachim Sprengel
Curt Polycarp Joachim Sprengel (o Kurt Sprengel) (Bodelkow, Pomerania, 3 de agosto de 1766 - 15 de marzo de 1833) fue un botánico y médico alemán.

## Biografía
Su tío era el botánico Christian K. Sprengel (1750-1816), famoso por sus trabajos sobre la fecundación de los vegetales por insectos. Su padre era clérigo, da a sus hijos una rica formación, en particular, en lengua, Kurt Sprengel habló así muy pronto en latín, en griego y en árabe.
A los 14 años, publica su obra Anleitung zur Botanik für Frauenzimmer(o Guía de botánica para las mujeres) (1780). En 1784, comienza a estudiar teología y medicina en la Universidad de Halle. Licenciado en Medicina en 1787, comienza a enseñar esta materia dos años más tarde y se le nombra, en 1795, profesor ordinario.
Sprengel dedica entonces su tiempo a la investigación en medicina y en botánica, se consagra también a la historia médica. Además de importantes trabajos basados en observaciones con el microscopio de los tejidos vegetales, mejora la clasificación del genial Carlos Linneo (1707-1778).

## Honores

### Eponimia
Género de plantas
- Sprengelia Sm. de la familia Ericaceae

## Obra
- Beitrage zur Geschichte des Pulses (1787)
- Galens Fieberlehre (1788)
- Apologie des Hippokrates und seiner Grundsätze (1789)
- Versuch einer pragmatischen Geschichte der Arzneikunde (1792-1799)
- Handbuch der Pathologie (1795-1797)
- Antiquitatum botanicarum specimen (1798)
- Historia rei herbariae (1807-1808)
- Anleitung zur Kenntniss der Gewächse (1802-1804 und 1817-1818)
- Flora Halensis (1806-1815)
- Von dem Bau und der Natur der Gewächse (1812)
- Plantarum Umbelliferarum prodromus … (1813)
- Plantarum minus cognitarum pugillus (1813–1815)
- Geschichte der Botanik (2 Bände, 1817-18)
- Species umbelliferarum minus cognitae (1818)
- Geschichte der Chirurgie (1819)
- Institutiones pharmacologiae (6 vols. 1809-1819)
- Geschichte der Medicin (1820)
- Neue Entdeckung im ganzen Umfang der Pflanzenkunde (1820-1822)

- La abreviatura «Spreng.» se emplea para indicar a Curt Polycarp Joachim Sprengel como autoridad en la descripción y clasificación científica de los vegetales.[1]

## Fuente
- Esta obra contiene una traducción  derivada de «Kurt Polycarp Joachim Sprengel» de Wikipedia en inglés, publicada por sus editores bajo la Licencia de documentación libre de GNU y la Licencia Creative Commons Atribución-CompartirIgual 4.0 Internacional.